# Виландрица
Виландрица је насеље у Србији у општини Гаџин Хан у Нишавском округу. Према попису из 2022. било је 116 становника (према попису из 1991. било је 201 становника).

## Демографија
У насељу Виландрица живи 157 пунолетних становника, а просечна старост становништва износи 54,2 година (60,7 код мушкараца и 58,8 код жена). У насељу има 59 домаћинстава, а просечан број чланова по домаћинству је 1,97.
Ово насеље је у потпуности насељено Србима (према попису из 2002. године), а у последња три пописа, примећен је пад у броју становника.
|  |

| Демографија | Демографија | Демографија |
| Година      | Становника  | Становника  |
| ----------- | ----------- | ----------- |
| 1948.       | 336         |             |
| 1953.       | 339         |             |
| 1961.       | 324         |             |
| 1971.       | 269         |             |
| 1981.       | 227         |             |
| 1991.       | 201         | 201         |
| 2002.       | 179         | 180         |
| 2011.       | 149         |             |
| 2022.       | 116         |             |

| Етнички састав према попису из 2002.‍ | Етнички састав према попису из 2002.‍ | Етнички састав према попису из 2002.‍ | Етнички састав према попису из 2002.‍ | Етнички састав према попису из 2002.‍ |
| ------------------------------------ | ------------------------------------ | ------------------------------------ | ------------------------------------ | ------------------------------------ |
|                                      |                                      |                                      |                                      |                                      |
| Срби                                 | Срби                                 |                                      | 179                                  | 100,0%                               |
| непознато                            | непознато                            |                                      | 0                                    | 0,0%                                 |

| Година пописа     | 1948. | 1953. | 1961. | 1971. | 1981. | 1991. | 2002. |
| ----------------- | ----- | ----- | ----- | ----- | ----- | ----- | ----- |
| Број домаћинстава | 62    | 67    | 69    | 76    | 71    | 66    | 78    |

| Број чланова      | 1  | 2  | 3  | 4  | 5 | 6 | 7 | 8 | 9 | 10 и више | Просек |
| ----------------- | -- | -- | -- | -- | - | - | - | - | - | --------- | ------ |
| Број домаћинстава | 22 | 29 | 12 | 12 | 3 | 0 | 0 | 0 | 0 | 0         | 2,29   |

| Пол    | Укупно | Неожењен/Неудата | Ожењен/Удата | Удовац/Удовица | Разведен/Разведена | Непознато |
| ------ | ------ | ---------------- | ------------ | -------------- | ------------------ | --------- |
| Мушки  | 81     | 18               | 54           | 7              | 2                  | 0         |
| Женски | 80     | 6                | 54           | 20             | 0                  | 0         |
| УКУПНО | 161    | 24               | 108          | 27             | 2                  | 0         |

| Пол    | Укупно                    | Пољопривреда, лов и шумарство | Рибарство                            | Вађење руде и камена | Прерађивачка индустрија       |
| ------ | ------------------------- | ----------------------------- | ------------------------------------ | -------------------- | ----------------------------- |
| Мушки  | 33                        | 2                             | 0                                    | 0                    | 23                            |
| Женски | 17                        | 4                             | 0                                    | 0                    | 11                            |
| УКУПНО | 50                        | 6                             | 0                                    | 0                    | 34                            |
| Пол    | Производња и снабдевање   | Грађевинарство                | Трговина                             | Хотели и ресторани   | Саобраћај, складиштење и везе |
| Мушки  | 0                         | 3                             | 0                                    | 1                    | 1                             |
| Женски | 0                         | 0                             | 0                                    | 0                    | 0                             |
| УКУПНО | 0                         | 3                             | 0                                    | 1                    | 1                             |
| Пол    | Финансијско посредовање   | Некретнине                    | Државна управа и одбрана             | Образовање           | Здравствени и социјални рад   |
| Мушки  | 0                         | 0                             | 2                                    | 0                    | 1                             |
| Женски | 0                         | 0                             | 0                                    | 1                    | 1                             |
| УКУПНО | 0                         | 0                             | 2                                    | 1                    | 2                             |
| Пол    | Остале услужне активности | Приватна домаћинства          | Екстериторијалне организације и тела | Непознато            | Непознато                     |
| Мушки  | 0                         | 0                             | 0                                    | 0                    | 0                             |
| Женски | 0                         | 0                             | 0                                    | 0                    | 0                             |
| УКУПНО | 0                         | 0                             | 0                                    | 0                    | 0                             |